# GSC4009-1940
GSC4009-1940 — хімічно пекулярна зоря спектрального класу A2, що має видиму зоряну величину в смузі V приблизно 11,8.